# Sam Haskins
Sam Haskins (Samuel Joseph Haskins 11. listopadu 1926 Kroonstad Oranje-Freistaat – 26. listopadu 2009 Bowral, Austrálie) byl jihoafrický fotograf. Zabýval se fotografickou montáží, módní fotografií, významně fotografií aktu a portrétní fotografií. Známé jsou jeho knihy Cowboy Kate (1965) nebo Haskins Posters (1973).

## Život a dílo
V letech 2000–2005 pracoval především jako módní fotograf pro časopisy Vogue, Harper’s Bazaar, Allure a  New York. V roce 2006 vydal rozšířené vydání knížky Cowboy Kate, která je tematickým průřezem jeho archivu, odráží jeho celoživotní vášeň pro módu, styl a design. Dne 19. září 2009 Sam Haskins dostal v New Yorku mrtvici, právě v den zahájení jeho výstavy Fashion Etcetera  v galerii Milk a v den vydání stejnojmenné knihy. O devět týdnů později zemřel u sebe doma v australském Bowralu.

### Knihy Sama Haskinse

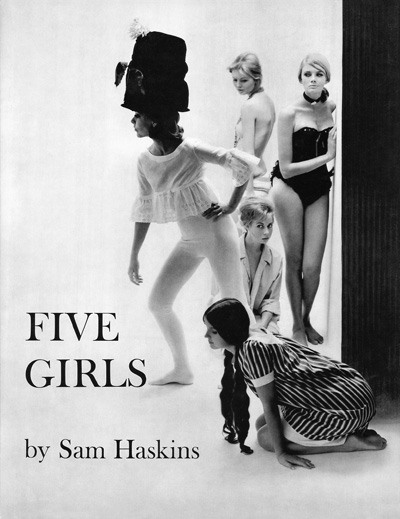
Titulní obrázek, Fünf Mädchen von Sam Haskins, 1962

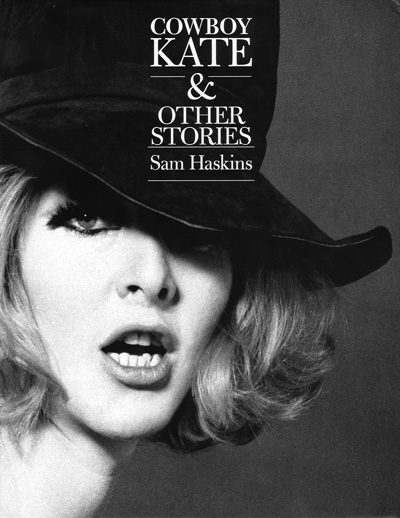
Cowboy Kate, 1964

| Five Girls (něm: Titel, Fünf Mädchen) |                                                        |
| ------------------------------------- | ------------------------------------------------------ |
| Návrh, Fotografie & Design            | Sam Haskins                                            |
| Formát                                | 144 Stran, 350 x 270 mm, kniha v kazetě, ofsetový tisk |
| Obrázky                               | Černobílé fotografie                                   |
| Vytištěno v                           | USA                                                    |
| Library of Congress Katalognummer.    | 62-20049                                               |
| Einführung von                        | Aaron Sussman                                          |
| Vázaný výtisk, 1962                   |                                                        |
| Crown Publishing Inc.                 | New York City                                          |
| Bodley Head                           | Londýn                                                 |
| Europäische Bücherei Hieronimi        | Bonn                                                   |
| Taschenbuch-Ausgabe                   |                                                        |
| Bantam Books                          | New York City                                          |
| Corgi                                 | Londýn                                                 |

| Cowboy Kate                            |                                                    |
| -------------------------------------- | -------------------------------------------------- |
| Návrh, Fotografie & Design             | Sam Haskins                                        |
| Formát                                 | 160 Stran, 350 x 270 mm, kniha v kazetě, hlubotisk |
| Obrázky                                | Černobílé fotografie                               |
| Vytiskl                                | Heliographia S.A., Lausanne                        |
| Library of Congress Katalognummer.     | 67-112870                                          |
| Einführung von                         | Norman Hall                                        |
| Texty                                  | Desmond Skirrow                                    |
| Vázaný výtisk, 1964                    |                                                    |
| Crown Publishing Inc.                  | New York City                                      |
| Bodley Head                            | Londýn                                             |
| Edition Prisma                         | Paříž                                              |
| Europäische Bücherei Hieronimi         | Bonn                                               |
| Besige Bij                             | Amsterdam                                          |
| Taschenbuch-Ausgabe                    |                                                    |
| Bantam Books                           | New York City                                      |
| Corgi                                  | Londýn                                             |
| Europäische Bücherei Hieronimi         | Bonn                                               |
| Signierte und limitierte Ausgabe, 1974 |                                                    |
| Haskins Press                          | Londýn                                             |

| November Girl                     |                                                    |
| --------------------------------- | -------------------------------------------------- |
| Návrh, Fotografie & Design        | Sam Haskins                                        |
| Formát                            | 129 Stran, 350 x 270 mm, kniha v kazetě, hlubotisk |
| Obrázky                           | Černobílé fotografie                               |
| Vytiskl                           | Heliographia S.A., Lausanne                        |
| Library of Congress Katalognummer | 71-385000                                          |
| Texty                             | Desmond Skirrow                                    |
| Vázaný výtisk, 1966               |                                                    |
| Grossett & Dunlap                 | New York City                                      |
| The Bodley Head                   | Londýn                                             |
| Edition Prisma                    | Paříž                                              |
| Europäische Bücherei Hieronimi    | Bonn                                               |
| Taschenbuch-Ausgabe               |                                                    |
| Bantam Books                      | New York City                                      |
| Corgi                             | Londýn                                             |

| African Image (něm.: Titel, Vision Afrika) |                                                    |
| ------------------------------------------ | -------------------------------------------------- |
| Návrh, Fotografie & Design                 | Sam Haskins                                        |
| Formát                                     | 160 Stran, 350 x 270 mm, kniha v kazetě, hlubotisk |
| Obrázky                                    | Schwarz-weiß-Fotografie                            |
| Vytiskl                                    | Heliographia S.A., Lausanne                        |
| Library of Congress Katalognummer          | (Es wurde keine Katalognummer vergeben.)           |
| Vorwort von                                | L. Fritz Gruber                                    |
| Vázaný výtisk, 1967                        |                                                    |
| Thomas Crowell                             | New York City                                      |
| Bodley Head                                | Londýn                                             |

| Haskins Posters                     |                                                                            |
| ----------------------------------- | -------------------------------------------------------------------------- |
| Návrh, Fotografie & Design          | Sam Haskins                                                                |
| Umschlags-Design/Typographie        | Alan Fletcher für Pentagram                                                |
| Formát                              | 32 Stran, 480x350mm, Taschenbucheinband (Soft Cover), herausnehmbare Stran |
| Obrázky                             | Farb- und Černobílé fotografie                                             |
| Vytiskl                             | Lichtdruck AG, Dielsdorf                                                   |
| Library of Congress Katalognummer   | 73-176000                                                                  |
| Vorwort von                         | Sam Haskins                                                                |
| Taschenbuch (Erstausgabe), 1972     |                                                                            |
| Haskins Press                       | Londýn                                                                     |
| Thomas Crowell                      | New York City                                                              |
| Fitzhenry                           | Toronto                                                                    |
| Westside Ltd                        | Toronto                                                                    |
| KKK                                 | Tokio                                                                      |
| Europäische Bücherei Hieronimi      | Bonn                                                                       |
| Limitierte, gebundene Ausgabe, 1972 |                                                                            |
| Umschlagsgestaltung von             | Paul Colsell für Pentagram                                                 |

| Photo Graphics                    |                                                     |
| --------------------------------- | --------------------------------------------------- |
| Návrh, Fotografie & Design        | Sam Haskins                                         |
| Formát                            | 100 Stran, 310x245mm, kniha v kazetě, ofsetový tisk |
| Obrázky                           | Schwarzweiß- und Farbfotografien                    |
| Vytiskl                           | Rotovision, Geneva                                  |
| Library of Congress Katalognummer | 82-126090                                           |
| Vázaný výtisk, 1980               |                                                     |
| Rotovision S.A.                   | Londýn                                              |
| Rotovision S.A.                   | Genf                                                |
| Colucci Edizione                  | Mailand                                             |
| Nippon Geijutsu Shp.              | Tokio                                               |

| Sam Haskins à Bologna             |                                                                 |
| --------------------------------- | --------------------------------------------------------------- |
| Návrh, Fotografie & Design        | Sam Haskins                                                     |
| Formát                            | 88 stran, 280 x 240 mm, Taschenbuch (Soft Cover), ofsetový tisk |
| Obrázky                           | Černobílé a barevné fotografie                                  |
| Vytištěno v                       | Bologna                                                         |
| Library of Congress Katalognummer | (Es wurde keine Katalognummer vergeben.)                        |
| Einführung von                    | Profs. Carlo Gentile & Renzo Renzi                              |
| Vázaný výtisk, 1984               |                                                                 |
| Graphis Edizione                  | Bologna                                                         |

| Cowboy Kate (Director's Cut)(1)   |                                                        |
| --------------------------------- | ------------------------------------------------------ |
| Návrh, Fotografie & Design        | Sam Haskins                                            |
| Formát                            | 194 Stran, 350 x 270 mm, kniha v kazetě, ofsetový tisk |
| Obrázky                           | Černobílé fotografie                                   |
| Vytištěno v                       | China                                                  |
| Library of Congress Katalognummer | 2006923016                                             |
| Vorwort von                       | Philippe Garner                                        |
| Einführung von                    | Norman Hall                                            |
| Texty                             | Desmond Skirrow                                        |
| Vázaný výtisk, 2006               |                                                        |
| Rizzoli                           | New York City                                          |

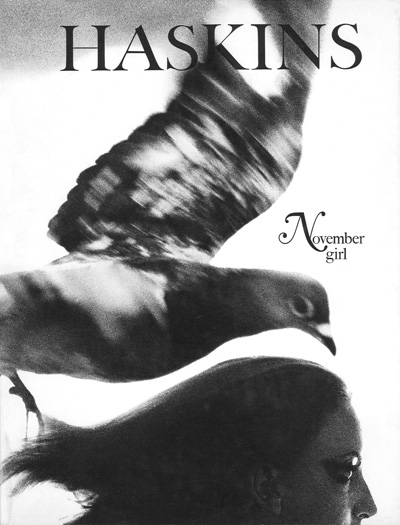
Titulní obrázek, Sam Haskins, November Girl.

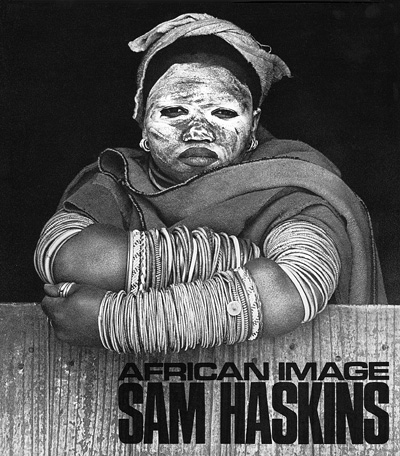
Titulní obrázek, Sam Haskins, African Image, 1967.

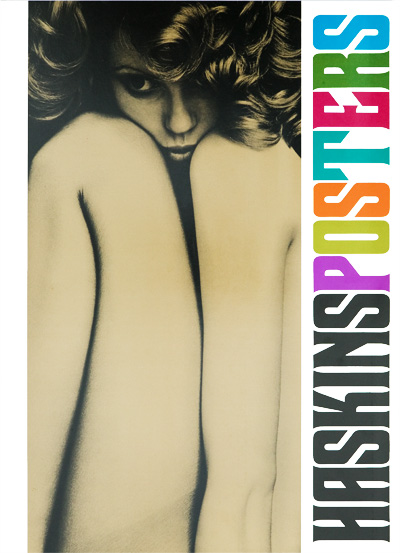
Titulní obrázek, Sam Haskins, Haskins Posters, 1972.

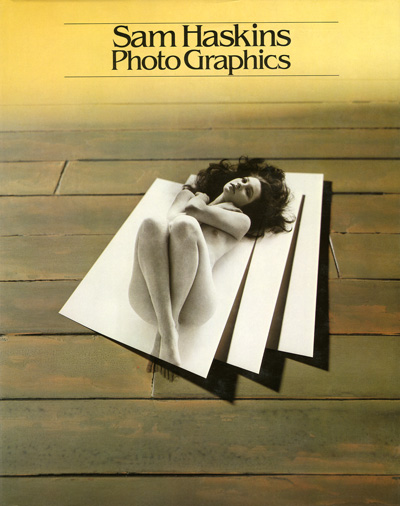
Titulní obrázek, Sam Haskins, Photo Graphics, 1980.

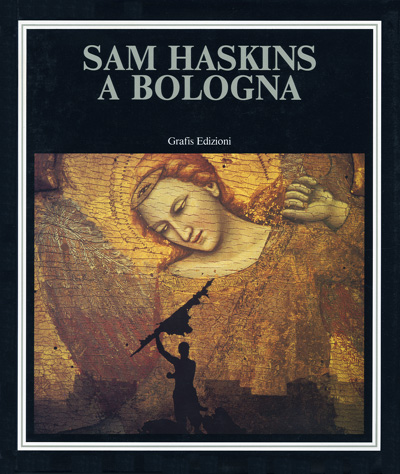
Titulní obrázek, Sam Haskins à Bologna, 1984.

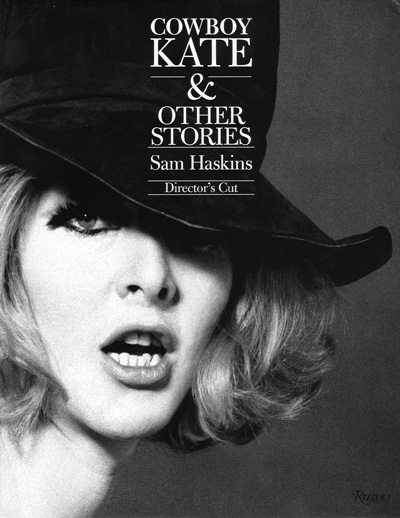
Titelbild der 'Director's Cut' Ausgabe von Cowboy Kate, 2006.

(1) Cowboy Kate and other stories – Director's Cut byla autorem digitálně zpracována a vyšla v roce 2006 s 16 dalšími snímky. Na rozdíl od původního, který byl vytištěn hlubotiskem ve Švýcarsku, bylo nové vydání provedeno ofsetovým tiskem.

### Knihy se snímky Sama Haskinse
| Rok vydání                        | Místo vydání         | Název knihy                                 | Redaktor/ Autor                   |
| --------------------------------- | -------------------- | ------------------------------------------- | --------------------------------- |
| 1964                              | Tokio                | Photography of the World                    | Heibonsha Ltd                     |
| 1966                              | Kapstadt             | Silver Images                               | Dr A Bensusan                     |
| 1966                              | Londýn               | British Journal of Photography Annual       | Arthur Dalladay                   |
| 1966 + '68, '71-'75, '77-'82, '84 | Zürich               | Photographis                                | Walter Herdeg                     |
| 1968                              | Londýn               | British Journal of Photography Rokesausgabe | Arthur Dalladay                   |
| 1970                              | Genf                 | Art Director's Index to Photographers(1)    | Rotovision                        |
| 1970 +'71, '73, '75, '77          | Tokio                | Pentax Forum                                | Pentax                            |
| 1970                              | München              | 4 Meister der Erotischen Fotografie         | Photokina                         |
| 1970                              | Köln                 | Photokina Obrázky und Texte                 | Photokina                         |
| 1971                              | Londýn/New York      | Views on Nudes                              | Bill Jay                          |
| 1974                              | Zürich               | Graphis Posters                             | Walter Herdeg                     |
| 1974                              | New York City        | The One Show                                | New York Art Director's Club      |
| 1975                              | Freiburg im Breisgau | Friburg International Trienalle             | Friburg Museum of Art             |
| 1976                              | Londýn               | Graphis Glamour Calendar Art                | Michael Colmer                    |
| 1977                              | Londýn               | Photography 35-mm-Kamera                    | R H Mason                         |
| 1977                              | Tokio                | Asahi Pentax Annual                         | Pentax                            |
| 1977                              | Köln                 | Geschichte der Fotografie im 20. Rokhundert | Peter Tausk                       |
| 1977                              | Londýn               | Masterpieces of Erotic Photography          | Aurum Press                       |
| 1978                              | Freiburg             | Friburg International Triennale             | Friburg Museum of Art             |
| 1978                              | Brno                 | Brno Biennale '78                           | 8th Graphic Art                   |
| 1978                              | Köln                 | Dumont Foto 1                               | Fotokunst Int.                    |
| 1978                              | Londýn               | The Visual Dictionary of Sex                | MacMillon                         |
| 1978                              | Londýn               | Modern Publicity                            | Van Nostrand Reinhold             |
| 1979                              | Londýn               | The Erotic Arts                             | Peter Webb                        |
| 1980                              | Zürich               | Graphis, Photographics                      | William B McDonald                |
| 1981                              | Mailand              | Women in the Magic Mirror                   | Bert Hartkamp                     |
| 1982                              | Londýn/New York City | The Dictionary of Visual Language           | Philip Thompson & Peter Davenport |
| 1983                              | Cambridge            | The Autograph Book                          |                                   |
| 1984                              | Hamburg              | Die Schönen Geschöpfe – Tierfotos           | Stern                             |
| 1984                              | Hamburg              | Der erotische Augenblick                    | Stern Bibliothek                  |
| 1985                              | München              | Das Aktfoto                                 | Münchner Stadtmuseum              |
| 1986                              | Schaffhausen         | Ansichten vom Körper                        | Michael Kohler                    |
| 1987                              | Londýn               | The Naked and the Nude                      | Jorge Lewinsky                    |
| 1987 to 1997 inclusive            | Tokio                | Pentax Annual                               | Pentax                            |
| 1989                              | Rochester            | Professional Photographic Illustration      | LoSapio                           |
| 1990                              | New York City        | Angels – An Endangered Species              | Malcolm Godwin                    |
| 1990                              | North Abbot          | The Tree                                    | Peter Wood                        |
| 1995                              | München              | Twen, Revision einer Legende                | Michael Koetzle                   |
| 1997                              | Paříž                | Love in the 20th Century                    | F. Montreynaud                    |
| 1997                              | München              | Willy Fleckhaus                             | Michael Koetzle & Carsten M. Wolf |
| 2000                              | New York City        | Cross                                       | Kelly Klein                       |
| 2000                              | USA                  | Emerging Bodies / Polaroid                  | Barbara Hitchcock                 |
| 2004                              | Charlestown          | Mary McFadden A life in Haute Couture       | Mary McFadden & Ruta Saliklis     |
| 2004                              | Paříž                | Belles en Vogue                             | Florence Müller                   |

### Sam Haskins – Kritika
| Rok vydání | Místo vydání      | Název knihy                                                  | Autor                  | Vydavatel         |
| ---------- | ----------------- | ------------------------------------------------------------ | ---------------------- | ----------------- |
| 1976       | Paříž             | La Photo                                                     | Chenz & Jeanloup Sieff | Denoël            |
| 1980       | Londýn            | Photography in the 20th Century                              | Petr Tausk             | Focal Press       |
| 1983       | Londýn            | How Famous Photographers Work                                | Jack Schofield         | Watson-Guptil     |
| 1985       | Praha             | Creative Colour Photography                                  | Petr Tausk             | Focal Press       |
| 1986       | Frankfurt am Main | Modern Colour Photography '36-'86                            |                        |                   |
| 1987       | Londýn            | Masters of Photography                                       | D. Mrazkova            | Hamlyn            |
| 1996       | New York City     | Art Fundamentals – Theory & Practice                         | Otto Ocvirk            | McGraw Hill       |
| 1997       | Oxford            | The Story of Photography                                     | Michael Langford       | Focal Press       |
| 1998       | München           | Nude Photography – masterpieces from the past 150 years      | Peter-Cornel Richter   | Prestel           |
| 2001       | New York City     | Masters of the 20th Century(1)                               | Mervyn Kurlansky       | Graphis           |
| 2004       | Göteborg          | The Open Book – A history of the photographic book from 1878 | Andrew Roth            | Hasselblad Center |
| 2005       | Švýcarsko         | The Worlds Top Photographers – Nudes.                        | Anthony la Sala        | Rotovision        |

(1) Masters of the 20th Century (německy Meister des 20. Rokhunderts) zahrnuje grafické designéry a typografy; zmiňuje pouze dva fotografy zahrnuté jako ilustrátory v této knize: Sam Haskins a Rankin Waddell.

## Ocenění
Texty a snímky
| Rok  | Město     | Cena             | Ocenění za                    | Organizace udělující cenu          |
| ---- | --------- | ---------------- | ----------------------------- | ---------------------------------- |
| 1964 | Paříž     | Prix Nadar       | Cowboy Kate and other stories | Prix Nadar                         |
| 1969 | Jeruzalém | Silver Medal     | African Image                 | International Art Book Competition |
| 1974 | New York  | Gold Award       | Haskins Posters               | New York Art Director's Club       |
| 1980 | New York  | Book of the Year | Photo Graphics                | Kodak                              |

## Samostatné výstavy
| Rok                        | Město        | Výstava                                 | Místo                      |
| -------------------------- | ------------ | --------------------------------------- | -------------------------- |
| 1960                       | Johannesburg | Photographic Illustration               | Orrco Theatre              |
| 1970                       | Tokio        | Sam Haskins                             | Pentax Gallery             |
| 1970                       | Tokio        | Sam Haskins '70                         | Isetan Gallery             |
| 1972                       | Londýn       | Haskins Posters                         | Photogephers Gallery       |
| 1973                       | Paříž        | Haskins Posters                         | FNAC Gallery               |
| 1973                       | Tokio        | Haskins Posters                         | Isetan Gallery             |
| 1974                       | Amsterdam    | Haskins Posters                         | Canon Gallery              |
| 1974                       | Londýn       | Pentax Calendar '75                     | Pentax Gallery             |
| 1976                       | Tokio        | Scandinavian Landscapes                 | Isetan Gallery             |
| 1976                       | Londýn       | Calendar '77                            | Pentax Gallery             |
| 1979                       | Londýn       | New Work                                | Pentax Gallery             |
| 1980                       | Londýn       | Photo Graphics                          | National Theatre           |
| 1980                       | Londýn       | Photo Graphics                          | Kodak Gallery              |
| 1980                       | Norwich      | Photo Graphics                          | Sainsbury Centre           |
| 1980                       | Bath         | Photo Graphics                          | RPS Gallery                |
| 1981                       | Glasgow      | Photo Graphics                          | Hillhead Gallery           |
| 1981                       | Rotterdam    | Photo Graphics                          | Pentax Gallery             |
| 1981                       | Curych       | Photo Graphics                          | Pentax Gallery             |
| 1981                       | Tokio        | Photo Graphics                          | Pentax Forum               |
| 1981                       | New York     | Photo Graphics                          | Neikrug Gallery            |
| 1984                       | Bologna      | Sam Haskins à Bologna                   | Galleria d'Accursio        |
| 1985                       | Tokio        | The Best of Sam Haskins                 | Pentax Forum               |
| 1986                       | Ósaka        | The Best of Sam Haskins                 | Printemps                  |
| 1987                       | Londýn       | Graphic Work                            | Saatchi & Saatchi          |
| 1987                       | Tokio        | Calendar '88                            | Pentax Forum               |
| 1990                       | Tokio        | The Image Factor                        | Pentax Forum               |
| 1990                       | Ósaka        | The Image Factor                        | Pentax Forum               |
| 1991                       | Auckland     | The Image Factor                        | Conference Centre          |
| 1991                       | Sydney       | The Image Factor                        | Conference Centre          |
| 1991                       | Hongkong     | The Image Factor                        | Conference Centre          |
| 1992                       | Tokio        | Remember Barcelona                      | Pentax Forum               |
| 1992                       | Ósaka        | Remember Barcelona                      | Pentax Gallery             |
| 1992                       | Glasgow      | Now & Then                              | MNS Photocolor             |
| 1993                       | Tokio        | Hearts                                  | Pentax Forum               |
| 1993                       | Ósaka        | Hearts                                  | Pentax Gallery             |
| 1996                       | Tokio        | Sam Haskins – Monochrome                | Pentax Forum               |
| 1996                       | Ósaka        | Sam Haskins – Monochrome                | Pentax Gallery             |
| 1999                       | Londýn       | Innovations & other stories             | Focus Gallery              |
| 2000                       | Berlín       | Image2                                  | Gallery Argus Fotokunst    |
| 2003                       | New York     | Sam Haskins                             | Michael Gallagher Gallery  |
| 2004                       | Paříž        | Sam Haskins                             | Marlat                     |
| 2004                       | Amsterdam    | Sam Haskins                             | Gallery Wouter van Leeuwen |
| 2006–2007 (8. 12. – 22. 4) | Canberra     | Sam Haskins – Portraits & Other stories | National Portrait Gallery  |

## Skupinové výstavy
| Rok  | Město             | Výstava                           | Galerie               |
| ---- | ----------------- | --------------------------------- | --------------------- |
| 1970 | Kolín nad Rýnem   | 4 Masters of Erotic Photography   | Photokina '70         |
| 1970 | Evropa            | 4 Masters of Erotic Photography   | (Wanderausstellung)   |
| 1972 | Londýn            | Who Are You                       | Gimpel Fils Gallery   |
| 1973 | Hamilton (Kanada) | Top 10 Photographers              | Mc Masters University |
| 1985 | Mnichov           | Das Aktfoto                       | Stadtmuseum           |
| 1986 | Německo           | Das Aktfoto                       | (Wanderausstellung)   |
| 1986 | Kolín nad Rýnem   | 50 yrs. Modern Colour Photography | Photokina             |
| 1989 | Praha             | 150 Years of Photography          | Národní galerie       |
| 1995 | Mnichov           | Twen Magazine                     | Stadtmuseum           |

## Dokumenty
| Rok  | Město   | Titul                               | Produkční společnost           |
| ---- | ------- | ----------------------------------- | ------------------------------ |
| 1973 | Londýn  | Sam Haskins                         | William Webb                   |
| 1987 | Locarno | Grandii Fotografi                   | Polyvideo SA                   |
| 1990 | Londýn  | Sam Haskins – Pentax 67             | Luke Jeans                     |
| 2002 | Londýn  | Oral History of British Photography | British Library Sound Archives |